# 493
493 (CDXCIII) fue un año común comenzado en viernes del calendario juliano, en vigor en aquella fecha.
En el Imperio romano, el año fue nombrado el del consulado de Albino y Eusebio, o menos comúnmente, como el 1246 Ab urbe condita, adquiriendo su denominación como 493 a principios de la Edad Media, al establecerse el anno Domini.

## Acontecimientos
- 25 de febrero: en el antiguo palacio del emperador Honorio, en el centro de Rávena (península itálica), Teodorico el Grande ―veinte días después de vencer a Odoacro (rey de Italia) en el sitio de Rávena y firmar con él un tratado de paz para gobernar conjuntamente sobre Italia― asesina a Odoacro durante un banquete amistoso. Desde atrás le clavó su larga espada en la clavícula izquierda, y la punta de la espada asomó por la cadera derecha. Odoacro preguntó, en un grito: «¡¿Dónde está Dios?!», y Teodorico le respondió: «Esto fue lo que les hiciste a mis amigos».
- En la península itálica, ostrogodos y visigodos se unen en un reino común que duraría hasta el año 526.
- El rey franco Clodoveo I se casa con la princesa borgoñona Clotilde.
- El emperador bizantino Anastasio I sofoca la revuelta de Isauria.

## Fallecimientos
- 15 de marzo: Odoacro, rey de los hérulos.